# Villard-Reculas
Villard-Reculas é uma comuna francesa na região administrativa de Auvérnia-Ródano-Alpes, no departamento de Isère.